# Preston Ware
Preston Ware Jr. (12 de agosto de 1821 – 29 de janeiro de 1890) foi um jogador de xadrez americano. Ele é mais conhecido atualmente suas aberturas de xadrez pouco ortodoxas.
Ware nasceu em Wrentham, Massachusetts, e morreu em Boston, Massachusetts.

## Mandarins de Boston
Ware era um membro importante dos "Mandarins do Botão Amarelo" em Boston. O nome "Botão Amarelo"  se referia a um broche usado nos chapéus dos oficiais imperiais chineses, demonstrando sua alta patente no serviço público. O "Mandarins de Boston" era um grupo de jogadores de xadrez do final do século XIX, incluindo John Finan Barry, L. Dore, CF Burille, FH Harlow, Dr. Edward Mowry Harris, CF Howard, Major Otho Ernst Michaelis, General William Cushing Paine, Dr. H. Richardson, CW Snow, Henry Nathan Stone, Franklin Knowles Young e Preston Ware. O grupo foi a base do que se tornaria o moderno Deschapelles Chess Club em Boston.

## Carreira no xadrez
|   | a | b | c | d | e | f | g | h |   |
| 8 | g8 preto rei · c7 preto rainha · g7 preto peão · d6 preto cavalo · f6 preto peão · g6 branco peão · a5 preto peão · d5 preto bispo · f5 branco peão · c4 preto peão · d4 branco peão · e4 preto peão · f4 branco rainha · a3 preto bispo · c3 branco peão · e3 branco cavalo · g3 branco bispo · a2 branco peão · b2 preto torre · c2 branco bispo · f1 branco torre · g1 branco rei | g8 preto rei · c7 preto rainha · g7 preto peão · d6 preto cavalo · f6 preto peão · g6 branco peão · a5 preto peão · d5 preto bispo · f5 branco peão · c4 preto peão · d4 branco peão · e4 preto peão · f4 branco rainha · a3 preto bispo · c3 branco peão · e3 branco cavalo · g3 branco bispo · a2 branco peão · b2 preto torre · c2 branco bispo · f1 branco torre · g1 branco rei | g8 preto rei · c7 preto rainha · g7 preto peão · d6 preto cavalo · f6 preto peão · g6 branco peão · a5 preto peão · d5 preto bispo · f5 branco peão · c4 preto peão · d4 branco peão · e4 preto peão · f4 branco rainha · a3 preto bispo · c3 branco peão · e3 branco cavalo · g3 branco bispo · a2 branco peão · b2 preto torre · c2 branco bispo · f1 branco torre · g1 branco rei | g8 preto rei · c7 preto rainha · g7 preto peão · d6 preto cavalo · f6 preto peão · g6 branco peão · a5 preto peão · d5 preto bispo · f5 branco peão · c4 preto peão · d4 branco peão · e4 preto peão · f4 branco rainha · a3 preto bispo · c3 branco peão · e3 branco cavalo · g3 branco bispo · a2 branco peão · b2 preto torre · c2 branco bispo · f1 branco torre · g1 branco rei | g8 preto rei · c7 preto rainha · g7 preto peão · d6 preto cavalo · f6 preto peão · g6 branco peão · a5 preto peão · d5 preto bispo · f5 branco peão · c4 preto peão · d4 branco peão · e4 preto peão · f4 branco rainha · a3 preto bispo · c3 branco peão · e3 branco cavalo · g3 branco bispo · a2 branco peão · b2 preto torre · c2 branco bispo · f1 branco torre · g1 branco rei | g8 preto rei · c7 preto rainha · g7 preto peão · d6 preto cavalo · f6 preto peão · g6 branco peão · a5 preto peão · d5 preto bispo · f5 branco peão · c4 preto peão · d4 branco peão · e4 preto peão · f4 branco rainha · a3 preto bispo · c3 branco peão · e3 branco cavalo · g3 branco bispo · a2 branco peão · b2 preto torre · c2 branco bispo · f1 branco torre · g1 branco rei | g8 preto rei · c7 preto rainha · g7 preto peão · d6 preto cavalo · f6 preto peão · g6 branco peão · a5 preto peão · d5 preto bispo · f5 branco peão · c4 preto peão · d4 branco peão · e4 preto peão · f4 branco rainha · a3 preto bispo · c3 branco peão · e3 branco cavalo · g3 branco bispo · a2 branco peão · b2 preto torre · c2 branco bispo · f1 branco torre · g1 branco rei | g8 preto rei · c7 preto rainha · g7 preto peão · d6 preto cavalo · f6 preto peão · g6 branco peão · a5 preto peão · d5 preto bispo · f5 branco peão · c4 preto peão · d4 branco peão · e4 preto peão · f4 branco rainha · a3 preto bispo · c3 branco peão · e3 branco cavalo · g3 branco bispo · a2 branco peão · b2 preto torre · c2 branco bispo · f1 branco torre · g1 branco rei | 8 |
| 7 | g8 preto rei · c7 preto rainha · g7 preto peão · d6 preto cavalo · f6 preto peão · g6 branco peão · a5 preto peão · d5 preto bispo · f5 branco peão · c4 preto peão · d4 branco peão · e4 preto peão · f4 branco rainha · a3 preto bispo · c3 branco peão · e3 branco cavalo · g3 branco bispo · a2 branco peão · b2 preto torre · c2 branco bispo · f1 branco torre · g1 branco rei | g8 preto rei · c7 preto rainha · g7 preto peão · d6 preto cavalo · f6 preto peão · g6 branco peão · a5 preto peão · d5 preto bispo · f5 branco peão · c4 preto peão · d4 branco peão · e4 preto peão · f4 branco rainha · a3 preto bispo · c3 branco peão · e3 branco cavalo · g3 branco bispo · a2 branco peão · b2 preto torre · c2 branco bispo · f1 branco torre · g1 branco rei | g8 preto rei · c7 preto rainha · g7 preto peão · d6 preto cavalo · f6 preto peão · g6 branco peão · a5 preto peão · d5 preto bispo · f5 branco peão · c4 preto peão · d4 branco peão · e4 preto peão · f4 branco rainha · a3 preto bispo · c3 branco peão · e3 branco cavalo · g3 branco bispo · a2 branco peão · b2 preto torre · c2 branco bispo · f1 branco torre · g1 branco rei | g8 preto rei · c7 preto rainha · g7 preto peão · d6 preto cavalo · f6 preto peão · g6 branco peão · a5 preto peão · d5 preto bispo · f5 branco peão · c4 preto peão · d4 branco peão · e4 preto peão · f4 branco rainha · a3 preto bispo · c3 branco peão · e3 branco cavalo · g3 branco bispo · a2 branco peão · b2 preto torre · c2 branco bispo · f1 branco torre · g1 branco rei | g8 preto rei · c7 preto rainha · g7 preto peão · d6 preto cavalo · f6 preto peão · g6 branco peão · a5 preto peão · d5 preto bispo · f5 branco peão · c4 preto peão · d4 branco peão · e4 preto peão · f4 branco rainha · a3 preto bispo · c3 branco peão · e3 branco cavalo · g3 branco bispo · a2 branco peão · b2 preto torre · c2 branco bispo · f1 branco torre · g1 branco rei | g8 preto rei · c7 preto rainha · g7 preto peão · d6 preto cavalo · f6 preto peão · g6 branco peão · a5 preto peão · d5 preto bispo · f5 branco peão · c4 preto peão · d4 branco peão · e4 preto peão · f4 branco rainha · a3 preto bispo · c3 branco peão · e3 branco cavalo · g3 branco bispo · a2 branco peão · b2 preto torre · c2 branco bispo · f1 branco torre · g1 branco rei | g8 preto rei · c7 preto rainha · g7 preto peão · d6 preto cavalo · f6 preto peão · g6 branco peão · a5 preto peão · d5 preto bispo · f5 branco peão · c4 preto peão · d4 branco peão · e4 preto peão · f4 branco rainha · a3 preto bispo · c3 branco peão · e3 branco cavalo · g3 branco bispo · a2 branco peão · b2 preto torre · c2 branco bispo · f1 branco torre · g1 branco rei | g8 preto rei · c7 preto rainha · g7 preto peão · d6 preto cavalo · f6 preto peão · g6 branco peão · a5 preto peão · d5 preto bispo · f5 branco peão · c4 preto peão · d4 branco peão · e4 preto peão · f4 branco rainha · a3 preto bispo · c3 branco peão · e3 branco cavalo · g3 branco bispo · a2 branco peão · b2 preto torre · c2 branco bispo · f1 branco torre · g1 branco rei | 7 |
| 6 | g8 preto rei · c7 preto rainha · g7 preto peão · d6 preto cavalo · f6 preto peão · g6 branco peão · a5 preto peão · d5 preto bispo · f5 branco peão · c4 preto peão · d4 branco peão · e4 preto peão · f4 branco rainha · a3 preto bispo · c3 branco peão · e3 branco cavalo · g3 branco bispo · a2 branco peão · b2 preto torre · c2 branco bispo · f1 branco torre · g1 branco rei | g8 preto rei · c7 preto rainha · g7 preto peão · d6 preto cavalo · f6 preto peão · g6 branco peão · a5 preto peão · d5 preto bispo · f5 branco peão · c4 preto peão · d4 branco peão · e4 preto peão · f4 branco rainha · a3 preto bispo · c3 branco peão · e3 branco cavalo · g3 branco bispo · a2 branco peão · b2 preto torre · c2 branco bispo · f1 branco torre · g1 branco rei | g8 preto rei · c7 preto rainha · g7 preto peão · d6 preto cavalo · f6 preto peão · g6 branco peão · a5 preto peão · d5 preto bispo · f5 branco peão · c4 preto peão · d4 branco peão · e4 preto peão · f4 branco rainha · a3 preto bispo · c3 branco peão · e3 branco cavalo · g3 branco bispo · a2 branco peão · b2 preto torre · c2 branco bispo · f1 branco torre · g1 branco rei | g8 preto rei · c7 preto rainha · g7 preto peão · d6 preto cavalo · f6 preto peão · g6 branco peão · a5 preto peão · d5 preto bispo · f5 branco peão · c4 preto peão · d4 branco peão · e4 preto peão · f4 branco rainha · a3 preto bispo · c3 branco peão · e3 branco cavalo · g3 branco bispo · a2 branco peão · b2 preto torre · c2 branco bispo · f1 branco torre · g1 branco rei | g8 preto rei · c7 preto rainha · g7 preto peão · d6 preto cavalo · f6 preto peão · g6 branco peão · a5 preto peão · d5 preto bispo · f5 branco peão · c4 preto peão · d4 branco peão · e4 preto peão · f4 branco rainha · a3 preto bispo · c3 branco peão · e3 branco cavalo · g3 branco bispo · a2 branco peão · b2 preto torre · c2 branco bispo · f1 branco torre · g1 branco rei | g8 preto rei · c7 preto rainha · g7 preto peão · d6 preto cavalo · f6 preto peão · g6 branco peão · a5 preto peão · d5 preto bispo · f5 branco peão · c4 preto peão · d4 branco peão · e4 preto peão · f4 branco rainha · a3 preto bispo · c3 branco peão · e3 branco cavalo · g3 branco bispo · a2 branco peão · b2 preto torre · c2 branco bispo · f1 branco torre · g1 branco rei | g8 preto rei · c7 preto rainha · g7 preto peão · d6 preto cavalo · f6 preto peão · g6 branco peão · a5 preto peão · d5 preto bispo · f5 branco peão · c4 preto peão · d4 branco peão · e4 preto peão · f4 branco rainha · a3 preto bispo · c3 branco peão · e3 branco cavalo · g3 branco bispo · a2 branco peão · b2 preto torre · c2 branco bispo · f1 branco torre · g1 branco rei | g8 preto rei · c7 preto rainha · g7 preto peão · d6 preto cavalo · f6 preto peão · g6 branco peão · a5 preto peão · d5 preto bispo · f5 branco peão · c4 preto peão · d4 branco peão · e4 preto peão · f4 branco rainha · a3 preto bispo · c3 branco peão · e3 branco cavalo · g3 branco bispo · a2 branco peão · b2 preto torre · c2 branco bispo · f1 branco torre · g1 branco rei | 6 |
| 5 | g8 preto rei · c7 preto rainha · g7 preto peão · d6 preto cavalo · f6 preto peão · g6 branco peão · a5 preto peão · d5 preto bispo · f5 branco peão · c4 preto peão · d4 branco peão · e4 preto peão · f4 branco rainha · a3 preto bispo · c3 branco peão · e3 branco cavalo · g3 branco bispo · a2 branco peão · b2 preto torre · c2 branco bispo · f1 branco torre · g1 branco rei | g8 preto rei · c7 preto rainha · g7 preto peão · d6 preto cavalo · f6 preto peão · g6 branco peão · a5 preto peão · d5 preto bispo · f5 branco peão · c4 preto peão · d4 branco peão · e4 preto peão · f4 branco rainha · a3 preto bispo · c3 branco peão · e3 branco cavalo · g3 branco bispo · a2 branco peão · b2 preto torre · c2 branco bispo · f1 branco torre · g1 branco rei | g8 preto rei · c7 preto rainha · g7 preto peão · d6 preto cavalo · f6 preto peão · g6 branco peão · a5 preto peão · d5 preto bispo · f5 branco peão · c4 preto peão · d4 branco peão · e4 preto peão · f4 branco rainha · a3 preto bispo · c3 branco peão · e3 branco cavalo · g3 branco bispo · a2 branco peão · b2 preto torre · c2 branco bispo · f1 branco torre · g1 branco rei | g8 preto rei · c7 preto rainha · g7 preto peão · d6 preto cavalo · f6 preto peão · g6 branco peão · a5 preto peão · d5 preto bispo · f5 branco peão · c4 preto peão · d4 branco peão · e4 preto peão · f4 branco rainha · a3 preto bispo · c3 branco peão · e3 branco cavalo · g3 branco bispo · a2 branco peão · b2 preto torre · c2 branco bispo · f1 branco torre · g1 branco rei | g8 preto rei · c7 preto rainha · g7 preto peão · d6 preto cavalo · f6 preto peão · g6 branco peão · a5 preto peão · d5 preto bispo · f5 branco peão · c4 preto peão · d4 branco peão · e4 preto peão · f4 branco rainha · a3 preto bispo · c3 branco peão · e3 branco cavalo · g3 branco bispo · a2 branco peão · b2 preto torre · c2 branco bispo · f1 branco torre · g1 branco rei | g8 preto rei · c7 preto rainha · g7 preto peão · d6 preto cavalo · f6 preto peão · g6 branco peão · a5 preto peão · d5 preto bispo · f5 branco peão · c4 preto peão · d4 branco peão · e4 preto peão · f4 branco rainha · a3 preto bispo · c3 branco peão · e3 branco cavalo · g3 branco bispo · a2 branco peão · b2 preto torre · c2 branco bispo · f1 branco torre · g1 branco rei | g8 preto rei · c7 preto rainha · g7 preto peão · d6 preto cavalo · f6 preto peão · g6 branco peão · a5 preto peão · d5 preto bispo · f5 branco peão · c4 preto peão · d4 branco peão · e4 preto peão · f4 branco rainha · a3 preto bispo · c3 branco peão · e3 branco cavalo · g3 branco bispo · a2 branco peão · b2 preto torre · c2 branco bispo · f1 branco torre · g1 branco rei | g8 preto rei · c7 preto rainha · g7 preto peão · d6 preto cavalo · f6 preto peão · g6 branco peão · a5 preto peão · d5 preto bispo · f5 branco peão · c4 preto peão · d4 branco peão · e4 preto peão · f4 branco rainha · a3 preto bispo · c3 branco peão · e3 branco cavalo · g3 branco bispo · a2 branco peão · b2 preto torre · c2 branco bispo · f1 branco torre · g1 branco rei | 5 |
| 4 | g8 preto rei · c7 preto rainha · g7 preto peão · d6 preto cavalo · f6 preto peão · g6 branco peão · a5 preto peão · d5 preto bispo · f5 branco peão · c4 preto peão · d4 branco peão · e4 preto peão · f4 branco rainha · a3 preto bispo · c3 branco peão · e3 branco cavalo · g3 branco bispo · a2 branco peão · b2 preto torre · c2 branco bispo · f1 branco torre · g1 branco rei | g8 preto rei · c7 preto rainha · g7 preto peão · d6 preto cavalo · f6 preto peão · g6 branco peão · a5 preto peão · d5 preto bispo · f5 branco peão · c4 preto peão · d4 branco peão · e4 preto peão · f4 branco rainha · a3 preto bispo · c3 branco peão · e3 branco cavalo · g3 branco bispo · a2 branco peão · b2 preto torre · c2 branco bispo · f1 branco torre · g1 branco rei | g8 preto rei · c7 preto rainha · g7 preto peão · d6 preto cavalo · f6 preto peão · g6 branco peão · a5 preto peão · d5 preto bispo · f5 branco peão · c4 preto peão · d4 branco peão · e4 preto peão · f4 branco rainha · a3 preto bispo · c3 branco peão · e3 branco cavalo · g3 branco bispo · a2 branco peão · b2 preto torre · c2 branco bispo · f1 branco torre · g1 branco rei | g8 preto rei · c7 preto rainha · g7 preto peão · d6 preto cavalo · f6 preto peão · g6 branco peão · a5 preto peão · d5 preto bispo · f5 branco peão · c4 preto peão · d4 branco peão · e4 preto peão · f4 branco rainha · a3 preto bispo · c3 branco peão · e3 branco cavalo · g3 branco bispo · a2 branco peão · b2 preto torre · c2 branco bispo · f1 branco torre · g1 branco rei | g8 preto rei · c7 preto rainha · g7 preto peão · d6 preto cavalo · f6 preto peão · g6 branco peão · a5 preto peão · d5 preto bispo · f5 branco peão · c4 preto peão · d4 branco peão · e4 preto peão · f4 branco rainha · a3 preto bispo · c3 branco peão · e3 branco cavalo · g3 branco bispo · a2 branco peão · b2 preto torre · c2 branco bispo · f1 branco torre · g1 branco rei | g8 preto rei · c7 preto rainha · g7 preto peão · d6 preto cavalo · f6 preto peão · g6 branco peão · a5 preto peão · d5 preto bispo · f5 branco peão · c4 preto peão · d4 branco peão · e4 preto peão · f4 branco rainha · a3 preto bispo · c3 branco peão · e3 branco cavalo · g3 branco bispo · a2 branco peão · b2 preto torre · c2 branco bispo · f1 branco torre · g1 branco rei | g8 preto rei · c7 preto rainha · g7 preto peão · d6 preto cavalo · f6 preto peão · g6 branco peão · a5 preto peão · d5 preto bispo · f5 branco peão · c4 preto peão · d4 branco peão · e4 preto peão · f4 branco rainha · a3 preto bispo · c3 branco peão · e3 branco cavalo · g3 branco bispo · a2 branco peão · b2 preto torre · c2 branco bispo · f1 branco torre · g1 branco rei | g8 preto rei · c7 preto rainha · g7 preto peão · d6 preto cavalo · f6 preto peão · g6 branco peão · a5 preto peão · d5 preto bispo · f5 branco peão · c4 preto peão · d4 branco peão · e4 preto peão · f4 branco rainha · a3 preto bispo · c3 branco peão · e3 branco cavalo · g3 branco bispo · a2 branco peão · b2 preto torre · c2 branco bispo · f1 branco torre · g1 branco rei | 4 |
| 3 | g8 preto rei · c7 preto rainha · g7 preto peão · d6 preto cavalo · f6 preto peão · g6 branco peão · a5 preto peão · d5 preto bispo · f5 branco peão · c4 preto peão · d4 branco peão · e4 preto peão · f4 branco rainha · a3 preto bispo · c3 branco peão · e3 branco cavalo · g3 branco bispo · a2 branco peão · b2 preto torre · c2 branco bispo · f1 branco torre · g1 branco rei | g8 preto rei · c7 preto rainha · g7 preto peão · d6 preto cavalo · f6 preto peão · g6 branco peão · a5 preto peão · d5 preto bispo · f5 branco peão · c4 preto peão · d4 branco peão · e4 preto peão · f4 branco rainha · a3 preto bispo · c3 branco peão · e3 branco cavalo · g3 branco bispo · a2 branco peão · b2 preto torre · c2 branco bispo · f1 branco torre · g1 branco rei | g8 preto rei · c7 preto rainha · g7 preto peão · d6 preto cavalo · f6 preto peão · g6 branco peão · a5 preto peão · d5 preto bispo · f5 branco peão · c4 preto peão · d4 branco peão · e4 preto peão · f4 branco rainha · a3 preto bispo · c3 branco peão · e3 branco cavalo · g3 branco bispo · a2 branco peão · b2 preto torre · c2 branco bispo · f1 branco torre · g1 branco rei | g8 preto rei · c7 preto rainha · g7 preto peão · d6 preto cavalo · f6 preto peão · g6 branco peão · a5 preto peão · d5 preto bispo · f5 branco peão · c4 preto peão · d4 branco peão · e4 preto peão · f4 branco rainha · a3 preto bispo · c3 branco peão · e3 branco cavalo · g3 branco bispo · a2 branco peão · b2 preto torre · c2 branco bispo · f1 branco torre · g1 branco rei | g8 preto rei · c7 preto rainha · g7 preto peão · d6 preto cavalo · f6 preto peão · g6 branco peão · a5 preto peão · d5 preto bispo · f5 branco peão · c4 preto peão · d4 branco peão · e4 preto peão · f4 branco rainha · a3 preto bispo · c3 branco peão · e3 branco cavalo · g3 branco bispo · a2 branco peão · b2 preto torre · c2 branco bispo · f1 branco torre · g1 branco rei | g8 preto rei · c7 preto rainha · g7 preto peão · d6 preto cavalo · f6 preto peão · g6 branco peão · a5 preto peão · d5 preto bispo · f5 branco peão · c4 preto peão · d4 branco peão · e4 preto peão · f4 branco rainha · a3 preto bispo · c3 branco peão · e3 branco cavalo · g3 branco bispo · a2 branco peão · b2 preto torre · c2 branco bispo · f1 branco torre · g1 branco rei | g8 preto rei · c7 preto rainha · g7 preto peão · d6 preto cavalo · f6 preto peão · g6 branco peão · a5 preto peão · d5 preto bispo · f5 branco peão · c4 preto peão · d4 branco peão · e4 preto peão · f4 branco rainha · a3 preto bispo · c3 branco peão · e3 branco cavalo · g3 branco bispo · a2 branco peão · b2 preto torre · c2 branco bispo · f1 branco torre · g1 branco rei | g8 preto rei · c7 preto rainha · g7 preto peão · d6 preto cavalo · f6 preto peão · g6 branco peão · a5 preto peão · d5 preto bispo · f5 branco peão · c4 preto peão · d4 branco peão · e4 preto peão · f4 branco rainha · a3 preto bispo · c3 branco peão · e3 branco cavalo · g3 branco bispo · a2 branco peão · b2 preto torre · c2 branco bispo · f1 branco torre · g1 branco rei | 3 |
| 2 | g8 preto rei · c7 preto rainha · g7 preto peão · d6 preto cavalo · f6 preto peão · g6 branco peão · a5 preto peão · d5 preto bispo · f5 branco peão · c4 preto peão · d4 branco peão · e4 preto peão · f4 branco rainha · a3 preto bispo · c3 branco peão · e3 branco cavalo · g3 branco bispo · a2 branco peão · b2 preto torre · c2 branco bispo · f1 branco torre · g1 branco rei | g8 preto rei · c7 preto rainha · g7 preto peão · d6 preto cavalo · f6 preto peão · g6 branco peão · a5 preto peão · d5 preto bispo · f5 branco peão · c4 preto peão · d4 branco peão · e4 preto peão · f4 branco rainha · a3 preto bispo · c3 branco peão · e3 branco cavalo · g3 branco bispo · a2 branco peão · b2 preto torre · c2 branco bispo · f1 branco torre · g1 branco rei | g8 preto rei · c7 preto rainha · g7 preto peão · d6 preto cavalo · f6 preto peão · g6 branco peão · a5 preto peão · d5 preto bispo · f5 branco peão · c4 preto peão · d4 branco peão · e4 preto peão · f4 branco rainha · a3 preto bispo · c3 branco peão · e3 branco cavalo · g3 branco bispo · a2 branco peão · b2 preto torre · c2 branco bispo · f1 branco torre · g1 branco rei | g8 preto rei · c7 preto rainha · g7 preto peão · d6 preto cavalo · f6 preto peão · g6 branco peão · a5 preto peão · d5 preto bispo · f5 branco peão · c4 preto peão · d4 branco peão · e4 preto peão · f4 branco rainha · a3 preto bispo · c3 branco peão · e3 branco cavalo · g3 branco bispo · a2 branco peão · b2 preto torre · c2 branco bispo · f1 branco torre · g1 branco rei | g8 preto rei · c7 preto rainha · g7 preto peão · d6 preto cavalo · f6 preto peão · g6 branco peão · a5 preto peão · d5 preto bispo · f5 branco peão · c4 preto peão · d4 branco peão · e4 preto peão · f4 branco rainha · a3 preto bispo · c3 branco peão · e3 branco cavalo · g3 branco bispo · a2 branco peão · b2 preto torre · c2 branco bispo · f1 branco torre · g1 branco rei | g8 preto rei · c7 preto rainha · g7 preto peão · d6 preto cavalo · f6 preto peão · g6 branco peão · a5 preto peão · d5 preto bispo · f5 branco peão · c4 preto peão · d4 branco peão · e4 preto peão · f4 branco rainha · a3 preto bispo · c3 branco peão · e3 branco cavalo · g3 branco bispo · a2 branco peão · b2 preto torre · c2 branco bispo · f1 branco torre · g1 branco rei | g8 preto rei · c7 preto rainha · g7 preto peão · d6 preto cavalo · f6 preto peão · g6 branco peão · a5 preto peão · d5 preto bispo · f5 branco peão · c4 preto peão · d4 branco peão · e4 preto peão · f4 branco rainha · a3 preto bispo · c3 branco peão · e3 branco cavalo · g3 branco bispo · a2 branco peão · b2 preto torre · c2 branco bispo · f1 branco torre · g1 branco rei | g8 preto rei · c7 preto rainha · g7 preto peão · d6 preto cavalo · f6 preto peão · g6 branco peão · a5 preto peão · d5 preto bispo · f5 branco peão · c4 preto peão · d4 branco peão · e4 preto peão · f4 branco rainha · a3 preto bispo · c3 branco peão · e3 branco cavalo · g3 branco bispo · a2 branco peão · b2 preto torre · c2 branco bispo · f1 branco torre · g1 branco rei | 2 |
| 1 | g8 preto rei · c7 preto rainha · g7 preto peão · d6 preto cavalo · f6 preto peão · g6 branco peão · a5 preto peão · d5 preto bispo · f5 branco peão · c4 preto peão · d4 branco peão · e4 preto peão · f4 branco rainha · a3 preto bispo · c3 branco peão · e3 branco cavalo · g3 branco bispo · a2 branco peão · b2 preto torre · c2 branco bispo · f1 branco torre · g1 branco rei | g8 preto rei · c7 preto rainha · g7 preto peão · d6 preto cavalo · f6 preto peão · g6 branco peão · a5 preto peão · d5 preto bispo · f5 branco peão · c4 preto peão · d4 branco peão · e4 preto peão · f4 branco rainha · a3 preto bispo · c3 branco peão · e3 branco cavalo · g3 branco bispo · a2 branco peão · b2 preto torre · c2 branco bispo · f1 branco torre · g1 branco rei | g8 preto rei · c7 preto rainha · g7 preto peão · d6 preto cavalo · f6 preto peão · g6 branco peão · a5 preto peão · d5 preto bispo · f5 branco peão · c4 preto peão · d4 branco peão · e4 preto peão · f4 branco rainha · a3 preto bispo · c3 branco peão · e3 branco cavalo · g3 branco bispo · a2 branco peão · b2 preto torre · c2 branco bispo · f1 branco torre · g1 branco rei | g8 preto rei · c7 preto rainha · g7 preto peão · d6 preto cavalo · f6 preto peão · g6 branco peão · a5 preto peão · d5 preto bispo · f5 branco peão · c4 preto peão · d4 branco peão · e4 preto peão · f4 branco rainha · a3 preto bispo · c3 branco peão · e3 branco cavalo · g3 branco bispo · a2 branco peão · b2 preto torre · c2 branco bispo · f1 branco torre · g1 branco rei | g8 preto rei · c7 preto rainha · g7 preto peão · d6 preto cavalo · f6 preto peão · g6 branco peão · a5 preto peão · d5 preto bispo · f5 branco peão · c4 preto peão · d4 branco peão · e4 preto peão · f4 branco rainha · a3 preto bispo · c3 branco peão · e3 branco cavalo · g3 branco bispo · a2 branco peão · b2 preto torre · c2 branco bispo · f1 branco torre · g1 branco rei | g8 preto rei · c7 preto rainha · g7 preto peão · d6 preto cavalo · f6 preto peão · g6 branco peão · a5 preto peão · d5 preto bispo · f5 branco peão · c4 preto peão · d4 branco peão · e4 preto peão · f4 branco rainha · a3 preto bispo · c3 branco peão · e3 branco cavalo · g3 branco bispo · a2 branco peão · b2 preto torre · c2 branco bispo · f1 branco torre · g1 branco rei | g8 preto rei · c7 preto rainha · g7 preto peão · d6 preto cavalo · f6 preto peão · g6 branco peão · a5 preto peão · d5 preto bispo · f5 branco peão · c4 preto peão · d4 branco peão · e4 preto peão · f4 branco rainha · a3 preto bispo · c3 branco peão · e3 branco cavalo · g3 branco bispo · a2 branco peão · b2 preto torre · c2 branco bispo · f1 branco torre · g1 branco rei | g8 preto rei · c7 preto rainha · g7 preto peão · d6 preto cavalo · f6 preto peão · g6 branco peão · a5 preto peão · d5 preto bispo · f5 branco peão · c4 preto peão · d4 branco peão · e4 preto peão · f4 branco rainha · a3 preto bispo · c3 branco peão · e3 branco cavalo · g3 branco bispo · a2 branco peão · b2 preto torre · c2 branco bispo · f1 branco torre · g1 branco rei | 1 |
|   | a | b | c | d | e | f | g | h |   |

Ware era jogador frequente nos torneios do final do séc. XIX, tendo jogado no Segundo Torneio Internacional de Xadrez, Viena 1882, o melhor torneio de xadrez de sua época. Ele terminou em décimo sexto lugar entre dezoito, marcando 11 pontos dos possíveis 34, tendo derrotado Max Weiss e o vencedor do torneio, Wilhelm Steinitz em um jogo que durou 113 jogadas. Na ocasião, Steinitz não havia perdido ou empatado uma partida durante nove anos antes deste torneio e era considerado o campeão mundial não oficial. Ware também competiu no primeiro, segundo, quarto e quinto Congressos Americanos de Xadrez.

No Quinto Congresso Americano de Xadrez, em 1880, Ware acusou James Grundy de renegar um acordo para um empate, com Grundy tentando vencer a todo custo. Um artigo de jornal contemporâneo ao evento declarou: "A confissão de Ware do seu direito de vender uma partida num torneio foi uma novidade na ética do xadrez... A veracidade de Ware não foi questionada, apenas a sua obliquidade de visão moral..."

## Legado
Outra fama de Ware foi sua excêntrica peça de abertura. Ele usou a Abertura Ware (na época conhecida como Abertura Meadow Hay), a Defesa Haste do Milho (às vezes conhecida como Defesa Ware) e o Ataque Stonewall. Por volta de 1888, ele reintroduziu a Defesa Stone-Ware no Gambit Evans, 1.e4 e5 2. Cf3 Cc6 3. Bc4 Bc5 4.b4 Bxb4 5.c3 Bd6!?, nomeado em homenagem a Ware e Henry Nathan Stone (1823–1909). (Foi originalmente jogado por Alexander McDonnell contra Louis-Charles Mahé de La Bourdonnais em 1834.)